# جاسینتا مونرو
جاسینتا مونرو (انگلیسی: Jacinta Monroe؛ زادهٔ ۴ سپتامبر ۱۹۸۸) بازیکن بسکتبال اهل ایالات متحده آمریکا است.
وی در مسابقات کشوری و بین‌المللی در مجموع برندهٔ ۱ مدال طلا شده‌است.